# Лісна (Шуміхинський округ)
Лісна́ (рос. Лесная) — присілок у складі Шуміхинського району Курганської області, Росія. Входить до складу Трусиловської сільської ради.
Населення — 86 осіб (2010, 85 у 2002).
Національний склад станом на 2002 рік: росіяни — 87 %.